# ロケット・アリーナ
ロケット・アリーナ（Rocket Arena）は、アメリカ合衆国オハイオ州クリーブランドに位置する屋内競技場。

## 概要
1992年に完成。バスケットボールNBAのクリーブランド・キャバリアーズの本拠地だけでなく、アイスホッケー、アリーナフットボール、プロレスなどのスポーツの試合が行われている。完成から2005年まではガンド・アリーナだったが、クイッケン・ローンズが命名権を取得したためクイッケン・ローンズ・アリーナと呼ばれていた。2019年4月に住宅ローン貸付ブランドのロケット・モーゲージに変更
また、WWEではサマースラムが1996年に、2004年にはサバイバー・シリーズが開催された。2009年には全米フィギュアスケート選手権が開催された。
2016年には大統領選の共和党候補者を決める全国大会が当地で開催された。
2022年には初のNBAオールスターの会場に選ばれた。元々この会場がホームであったレブロン・ジェームズが会場に帰ってきたことにより観客たちから大いなる歓声を浴びた。